# Vallaris
Vallaris és un gènere amb 3 espècies d'arbustos que pertanyen a la família de les Apocynaceae. Natiu del sud i est d'Àsia, l'Índia, Indonèsia i Sri Lanka amb 2 espècies a la Xina.

## Descripció
Són arbustos amb les fulles oposades i les inflorescències umbel·lades compostes o en corimbes axil·lars o terminals amb nombroses llavors.

## Taxonomia
El gènere va ser descrit per Nicolaas Laurens Burman i publicat a Flora Indica . . . nec non Prodromus Florae Capensis 51. 1768.

## Espècies seleccionades
- Vallaris glabra
- Vallaris indecora
- Vallaris solanacea